# گوزن یک‌ساله
گوزن یک‌ساله (انگلیسی: The Yearling) فیلمی در ژانر ادبیات کودک و نوجوان به کارگردانی کلارنس براون است، که در سال ۱۹۴۶ منتشر شد.
داستان دربارهٔ پسربچه‌ای به نام جودی است که یک گوزن جوان دردسرساز را به فرزندی می‌گیرد. این داستان بعدها در فیلم تلویزیونی The Yearling محصول ۱۹۹۴ با بازی پیتر استراوس و جین اسمارت اقتباس شد.

## داستان
ازرا «پنی» بکستر، سرباز پیشین ایالات مؤتلفه آمریکا، به‌همراه همسرش اورا، در سال ۱۸۷۸ کشاورز پیشرو در نزدیکی دریاچه جورج، فلوریدا هستند. پسرشان جودی، که پیش‌نوجوان است، تنها فرزند بازماندهٔ آن‌هاست. جودی رابطه‌ای گرم و صمیمی با پدر مهربانش دارد، اما مادرش، اورا، که از مرگ فرزندان دیگر خانواده هنوز در رنج است، از ترس اینکه جودی را هم از دست دهد، به او محبتی نشان نمی‌دهد و همین باعث می‌شود جودی او را سرد و بی‌محبت بداند.
یک صبح، خانواده متوجه می‌شوند که یک خرس، یک گوساله و یک بچه خوک‌شان را کشته است. آن‌ها به‌همراه سگ‌های پنی (پرک، ریپ و جولیا) به دنبال خرس می‌روند. آن را پیدا می‌کنند، اما به‌دلیل فرار پرک، خرابی تفنگ پنی، و زخمی‌شدن جولیا، خرس می‌گریزد.
پنی که از زخمی‌شدن جولیا و خرابی تفنگ ناراحت است، تصمیم می‌گیرد پرک را بدهد و یک تفنگ جدید بگیرد.
روزی دیگر، زمانی که پنی و جودی در حال یافتن خوک‌های دزدیده‌شده‌شان هستند، پنی توسط یک مار زنگی گزیده می‌شود. او مار را می‌کشد و از جگر یک گوزن ماده استفاده می‌کند تا زهر را بیرون بکشد. جودی از پدرش اجازه می‌خواهد تا گوزن یتیم‌شده را نگه دارد، و پنی با هشدار اینکه وقتی بزرگ شد باید آزادش کند، موافقت می‌کند.
جودی برای نام‌گذاری گوزن به دیدن دوستش فادِروینگ (کوچک‌ترین پسر خانواده فورستر) می‌رود، اما درمی‌یابد او مرده است. باک فورستر به او می‌گوید فادروینگ گفته اگر گوزنی داشته باشد، نامش را «فِلَگ» می‌گذارد. جودی و خانواده‌اش در مراسم خاک‌سپاری فادروینگ شرکت می‌کنند و پنی در سخنرانی‌اش مهربانی و دانایی فادروینگ با حیوانات را ستایش می‌کند.
با گذشت ماه‌ها، جودی و فلگ به هم وابسته می‌شوند. یک سال بعد، فلگ بزرگ شده و در مزرعه دردسرساز شده است و به محصولات آسیب می‌زند. پس از آنکه پنی هنگام پاک‌سازی مزرعه آسیب می‌بیند، تصمیم می‌گیرد جودی تنها در صورتی می‌تواند فلگ را نگه دارد که دوباره ذرت بکارد و حصار بلندی دور مزرعه بکشد.
جودی سخت کار می‌کند و حتی مادرش اورا در ساختن حصار کمکش می‌کند، اما در شب، فلگ از روی حصار می‌پرد و ذرت‌ها را نابود می‌کند. پنی به جودی دستور می‌دهد که گوزن را به جنگل ببرد و بکشد. جودی فلگ را می‌برد، اما دلش نمی‌آید او را بکشد. گوزن را می‌راند تا برود و دیگر بازنگردد، ولی فلگ بازمی‌گردد و باز هم ذرت‌ها را می‌خورد. این بار اورا با تفنگ دولول به او شلیک می‌کند و تنها زخمش می‌کند. پنی از جودی می‌خواهد برای پایان‌دادن به رنج گوزن، او را بکشد. جودی نیز ناچار با شلیک گلولهٔ دوم، فلگ را از پای درمی‌آورد.
مرگ فلگ برای جودی تحمل‌ناپذیر است. او که از غم و خشم لبریز شده، از خانه می‌گریزد. سه روز بعد، در حالی که بیهوش در قایقی بر رودخانه شناور است، به‌دست ناخدای مهربانی نجات یافته و به خانه بازگردانده می‌شود. جودی و پدرش زود آشتی می‌کنند، ولی اورا هنوز در جست‌وجوی اوست.
پیش از خواب، اورا بازمی‌گردد و با دیدن جودی لبریز از شادی می‌شود. اکنون که دیگر از دست دادن تنها فرزندش نمی‌ترسد، با مهربانی‌ای که هرگز نشان نداده بود، او را در آغوش می‌گیرد و به او مهر می‌ورزد.

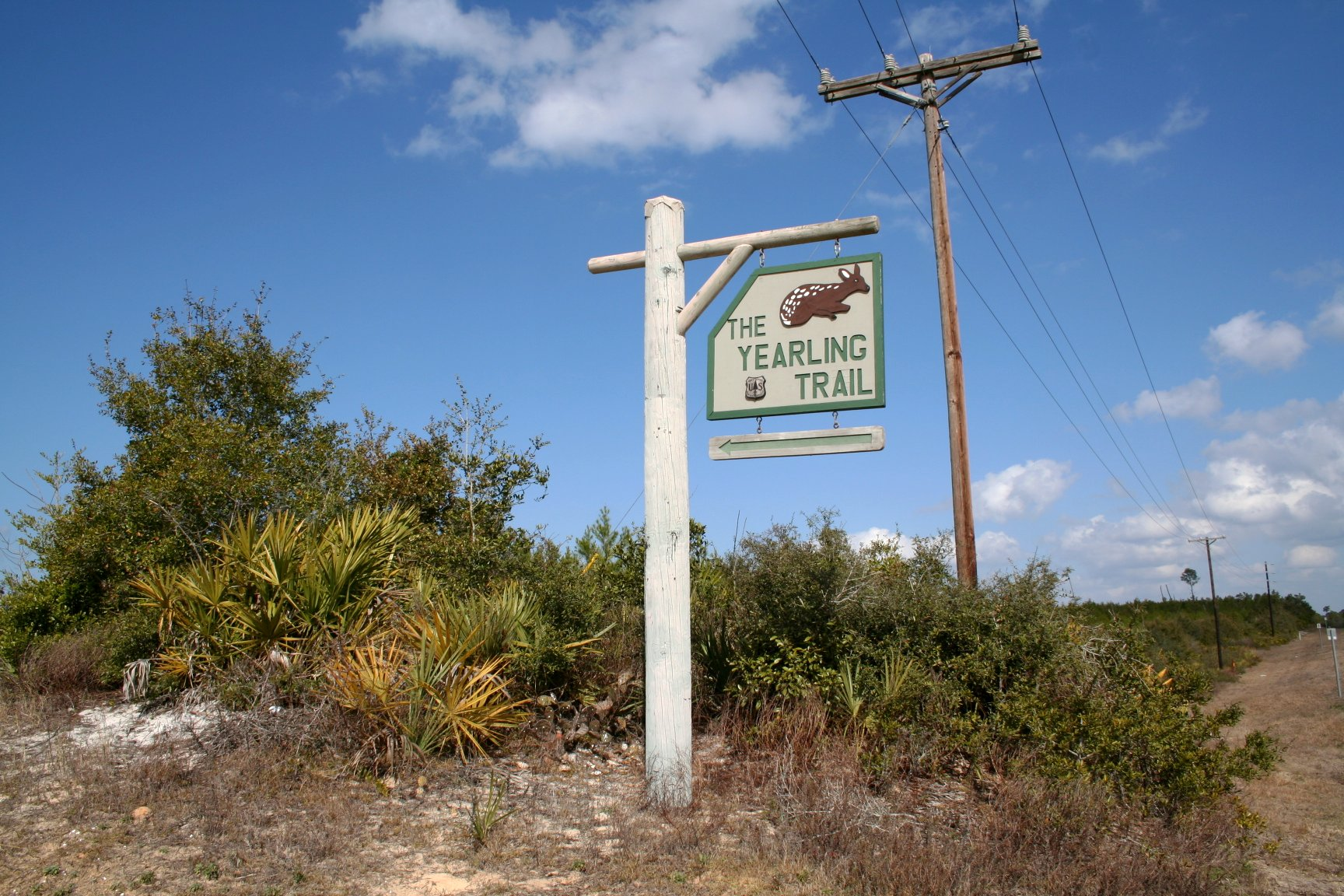
ورودی مسیر طبیعت‌گردی The Yearling

## بازیگران
- گریگوری پک
- جین وایمن
- هنری تراورز
- مارگارت ویچرلی
- فارست توکر
- چیل ویلز

## جوایز
برنده
- جایزه اسکار بهترین کارگردانی هنری (فیلم رنگی): کارگردانی هنری: سدریک گیبنز، Paul Groesse; دکوراسیون داخلی: Edwin B. Willis
- جایزه اسکار بهترین فیلمبرداری: چارلز روشر، لئونارد اسمیت، آرتور آرلینگ

نامزد
- جایزه اسکار بهترین فیلم: مترو گلدوین مایر
- جایزه اسکار بهترین بازیگر نقش اول مرد: گریگوری پک
- جایزه اسکار بهترین بازیگر نقش اول زن: جین وایمن
- جایزه اسکار بهترین کارگردانی: کلارنس براون
- جایزه اسکار بهترین تدوین فیلم: هارولد اف. کرس